# Черемшина (ансамбль, Польща)
Черемшина (пол. Czeremszyna) — польський фольклорний ансамбль, який популяризує слов'янський фольклор, зокрема, польський, білоруський та український, який тісно пов'язаний зі своїм краєм — Підляшшям.

## Історія
Ансамбль створений у листопаді 1993 року, за ініціативи Барбари Кузуб-Самосюк, у селі Черемха на Підляшші.
Від самого початку існування ансамблю, його репертуар складається, переважно, з народних пісень польсько-білорусько-українського прикордоння, виконувані на підляському діалекті, під акомпанемент голосу та різних музичних інструментів (акордеон, бас-балалайка, цимбали, словацька фуяра, мандоліна, гітара, скрипка, сопілка, ударна установка). Мистецьке середовище, яке оточує «Черемшину», починаючи від 1996 року, стало співорганізатором щорічних фольклорних зустрічей «З сільського подвір'я» (пол. «Z wiejskiego podwórza») у Черемші. Ансамбль виступав на багатьох фестивалях, як у Польщі, так і за кордоном — Швеція, Бельгія, Німеччина, Італія, Франція, Нідерланди, Росія, Литва, Латвія, Угорщина та Непал.
У 2003 році альбом гурту «Гуляй поки час» (пол. «Hulaj póki czas») став лауреатом конкурсу «Wirtualne Gęśle-2003».
Від листопаду 2003 року ансамбль співпрацює з білоруським фольклорним колективом «Тодар» (керівник Зьміцер Вайцюшкевіч). Вже через рік створено повну концертну програму, котру презентували слухацькій аудиторії на концерті «Для лісу та людей» (пол. «Dla Puszczy i ludzi») у Біловіжу, присвяченому Біловезькій пущі.
Альбом «Посміхнися» (пол. «Uśmiechnij się»), виданий у 2008 році, зайняв друге місце у голосування «Wirtualne Gęśle-2008» та перше місце у категорії краща обкладинка.

## Дискографія
Ансамбль «Черемшина» має у своєму доробку шість альбомів:
- 1996 — «Чом ти не прийшов» (пол. «Czom ty ne pryszow»);
- 1998 — «Джерело» (пол. «Źródło»);
- 2000 — «…»;
- 2003 — «Гуляй поки час» (пол. «Hulaj póki czas»);
- 2008 — «Посміхнися» (пол. «Uśmiechnij się»);
- 2010 — «Що на серці…» (пол. «Co na sercu...» — спільний проект ансамблю «Черемшина» та гурту «Тодар» (Білорусь).